# ستار تريك: التمرد
ستار تريك: التمرد هو فيلم خيال علمي أمريكي عام 1998 من إخراج جوناثان فراكيس. إنه الفيلم التاسع في سلسلة أفلام Star Trek ، بلإضافة إلى نجوم الممثلين لستار تريك Star Trek: The Next Generation، حيث ظهر كل من F. Murray Abraham وDonna Murphy وAnthony Zerbe في الأدوار الرئيسية. في الفيلم، تمرد طاقم USS Enterprise-E ضد Starfleet بعد أن اكتشفوا مؤامرة مع عرق معروف باسم Son'a لسرقة كوكب Ba'ku الهادئ لخصائصه المتجددة.
سعت شركة Paramount Pictures إلى اظهار البراعة بعد ستار تريك:المحتوى الأول (1996). طُلب من مايكل بيلر تشكيل سيناريو الدفعة التالية، والتي تم إنشاؤها من أفكار القصة من قبل بيلر والمنتج ريك بيرمان. ظهرت اولى مسودات القصة the Romulans, وتم تقديم Son'a و Ba'ku في مسودتها الثالثة. بعد أن نقح  إيرا ستيفن بير النص. قام بيلر بمراجعته وإضافة حبكة فرعية تتضمن اهتمامًا رومانسيًا لجان لوك بيكار. تمت مراجعة نهاية الفيلم بشكل أكبر بعد عروض الاختبار. تم إنشاء المؤثرات الخاصة التي تصور الفضاء الخارجي بالكامل بواسطة تركيب صور حاسوبية، وهي الأولى من نوعها في فيلم Star Trek. تم بناء قرية باكو بالكامل في موقع في بحيرة شيروود، كاليفورنيا، ولكنها تعرضت لاضرار بسبب حالة الطقس. تم إعادة استخدام مجموعات من المسلسل التلفزيوني Star Trek: Voyager و Star Trek: Deep Space Nine وإعادة تصميمها.
ابتكر مايكل ويستمور مكياج عنصر الكائنات الفضائية الجديدة، وقام روبرت بلاك مان بمراجعة تصميمات أزياء ستارفليت. صنعت Sanja Milkovic Hayes أزياء Ba'ku من ألياف السليلوز، والتي تم تجفيفها ولصقها معًا. أنتج جيري جولدسميث نتيجة الفيلم، وهي الرابعة له لامتيازاته. وكان التمرد الفيلم الأنجح على الإطلاق في الاسبوع الأول من عرضه، حيث حقق22.1 مليون دولار في الولايات المتحدة وكندا. جلب الفيلم إلى إجمالي 70.2 مليون دولار في الولايات المتحدة وكندا، و 42.4 مليون دولار إضافية في أقاليم أخرى، مقابل 117.8 مليون دولار في جميع أنحاء العالم. وكانت ردود النقاد مختلطة للفيلم. وأثنى على أداء باتريك ستيوارت واخراج جوناثان فراكيس، في حين أن غيرهم من النقاد قارنوه بحدث طويل من مسلسل تلفزيوني. تم ترشيح التمرد لجائزة Saturn Award [بحاجة لمصدر]وجائزة Hugo Award[بحاجة لمصدر] ، لكن الجائزة الوحيدة التي تلقاها كانت جائزة Youth in Film Award لمايكل ويلش. تبعتها Star Trek: Nemesis في عام 2002.